# Bothenheilingen

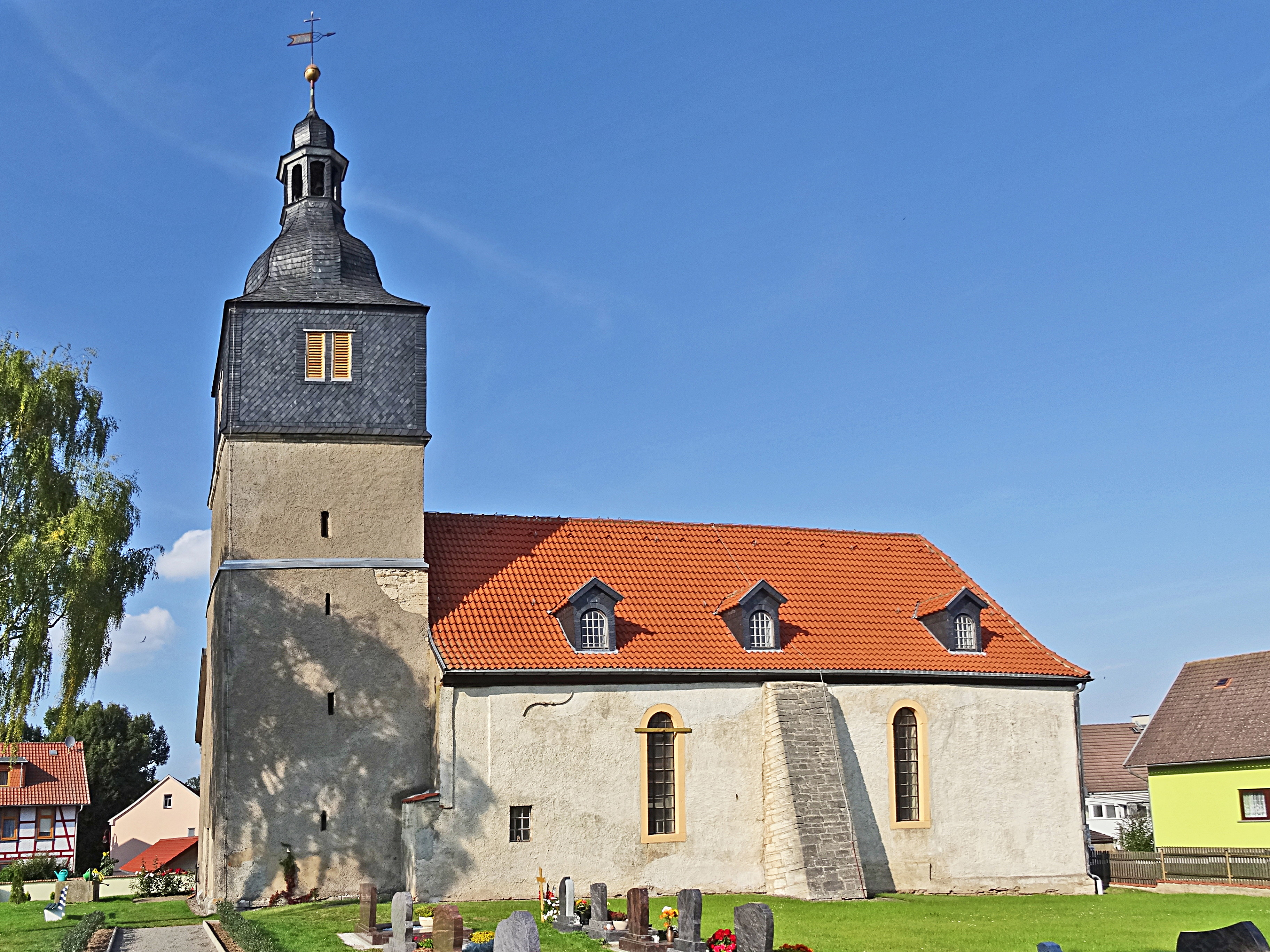
Kirche St. Christina

Bothenheilingen ist ein Ortsteil der Stadt und Landgemeinde Nottertal-Heilinger Höhen im Unstrut-Hainich-Kreis in Thüringen.

## Geografie
Bothenheilingen liegt etwa 12 Kilometer (Luftlinie) östlich der Kreisstadt Mühlhausen/Thüringen.
Der Ort gehört zur Gruppe der einst neun Heilingen-Orte (Kirchheilingen, Issersheilingen, Neunheilingen und die Wüstungen Altenheilingen, Appenheilingen, Ottenheilingen, Wolfsheilingen, und Wünschenheilingen) um die Heilinger Höhen am Nordwestrand des Thüringer Beckens.
Der Galgenberg (309,4 m ü. NN) im Norden ist die höchste Erhebung der Flur und ein alter Gerichtsplatz. Die Hügelkette Gotternscher Herzberg (241,5 m ü. NN), Bothenheilinger Herzberg (230,2 m ü. NN) und Welsbacher Herzberg (230,5 m ü. NN) bilden eine etwa 100 Höhenmeter messende Geländestufe zum südlichen Vorland mit dem Unstruttal. Die Höhen bestehen aus widerstandsfähigerem Muschelkalk, das südlich angrenzende Gelände ist aus leichter verwitterndem Keupergestein aufgebaut.
Das landwirtschaftlich geprägte Dorf ist von Weiden, Mais- und Gemüsefeldern umgeben. Durch den Ort fließt der Bach „Grundgraben“, den die Dorfbewohner  „Ölbach“ nennen. Er entspringt nordwestlich des Ortes.

## Geschichte

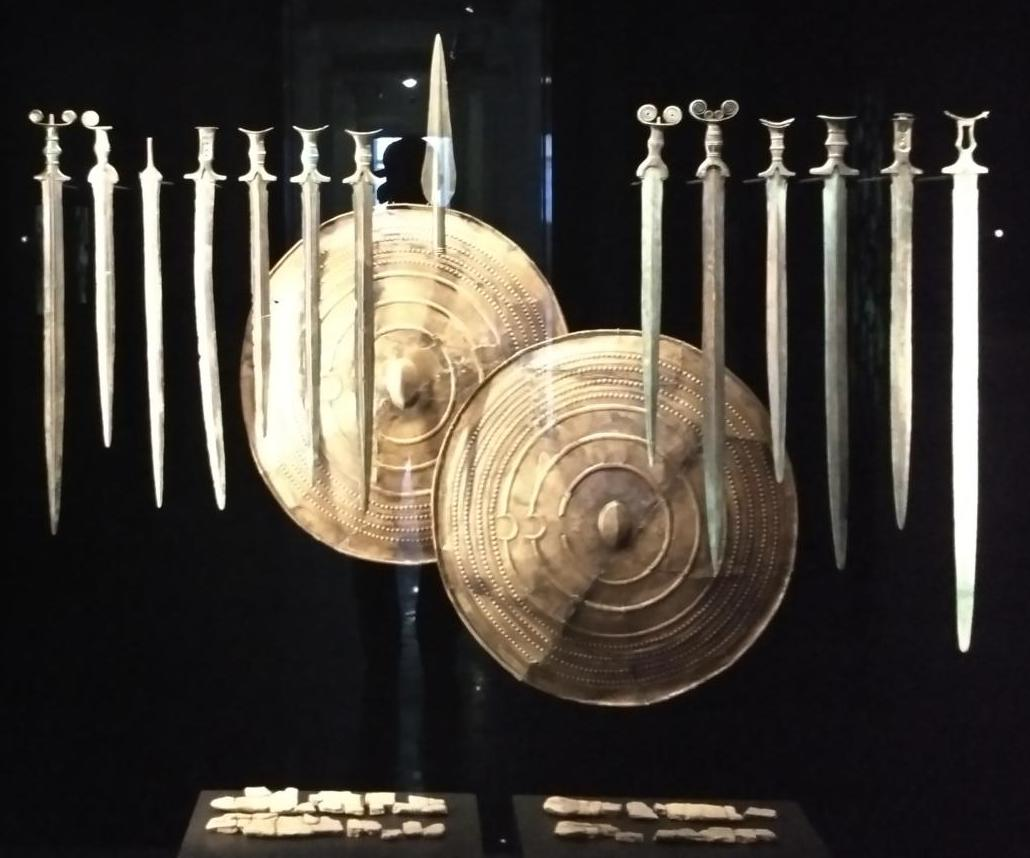
Der bronzezeitliche Depotfund von Bothenheilingen (rechts) mit dem Depot von Kehmstedt (links), den Bronzeschilden von Herzsprung und zwei Schwertgussformen aus Wennungen; Landesmuseum für Vorgeschichte, Halle (Saale)

Bauern fanden 1931 beim Anlegen einer Miete einen jüngerbronzezeitlichen Depotfund von sechs Schwertern, die aus südwestlichen Ländern Europas stammen. Es wird angenommen, dass es sich um einen niedergelegten Schatz handelt.
Der Ort Bothenheilingen wurde 1143 erstmals urkundlich erwähnt. Bis 1815 gehörte der unter Oberherrschaft des Kurfürstentums Sachsen stehende Ort als Exklave zum Amt Ebeleben in der Unterherrschaft des Fürstentums Schwarzburg-Sondershausen. 1816 gelangte Bothenheilingen als Folge des Wiener Kongresses an den Kreis Langensalza der preußischen Provinz Sachsen.
Am 31. Dezember 2019 schloss sich die Gemeinde Bothenheilingen mit weiteren Gemeinden zur Stadt und Landgemeinde Nottertal-Heilinger Höhen zusammen. Die Gemeinden waren zuvor in der Verwaltungsgemeinschaft Schlotheim zusammengeschlossen, die gleichzeitig aufgelöst wurde.

## Politik

### Ehemaliger Gemeinderat
Der Gemeinderat Bothenheilingen bestand aus 6 Gemeinderatsmitgliedern und dem ehrenamtlichen Bürgermeister.

### Bürgermeister
Der letzte ehrenamtliche Bürgermeister André Hettenhausen (parteilos) wurde am 19. Juni 2016 (Stichwahl) gewählt und hatte bis Juni 2024 das Amt inne. Bei der letzten Kommunalwahl setzte sich Thomas Schulz gegen Justin Kästner als neuer ehrenamtlicher Bürgermeister durch.